# The Sofakingdom
『The Sofakingdom』（ザ・ソファーキングダム）は、2020年7月1日に発売された日本のラッパー・PUNPEEのEPである。ストリーミングとデジタル・アルバムとして配信した。
1枚目のオリジナル・アルバム『MODERN TIMES』（2017年発売）以来のソロ・アルバム。本来は2020年5月から開催予定だった「Seasons Greetings'20 〜Sofa Kingdom Tour〜」開催前の4月下旬にリリース予定であった。しかし、新型コロナウイルス感染拡大の影響でツアーが延期となり、それに伴いリリースも延期となっていた。

## 内容
本作は「夢追人」を除きPUNPEE自身がトラックをプロデュースしている。5曲目の「Wonder Wall」には実の弟である5lackが参加している。
元々の本作発売の流れは、2020年3月までJ-WAVEで放送されていた自身のラジオ番組『SOFA KING FRIDAY』からの流れで、ツアーを5月に開催しそれに合わせ気軽に聴けるアンソロジーみたいな作品にするプランであったが、新型コロナウイルス感染拡大の影響で大きく変わることとなった。楽曲制作としては2020年の1月 - 2月あたりから始め、PUNPEEプロデュースのビートはこの時期から作られている。ビートはライブを前提として作られたが、自分でオーダーを決めて作ることをこれまでしなかった為、新鮮だったという。最初はシングル2曲を出すという頭でいたそうだが、結果5曲収録のEPという形になった。
本作のレコーディングではマイクなどといった機材変更や、ボーカル録音用のブースを部屋につくり環境を変えるなどといったことを行った。著作権フリーのサンプルパックを初めて使ったという。その反面、細かいミックスやデバイスは更新したが、新しいジャンルを取り入れることはあまりしなかったという。リリックの内容に関しては前作『MODERN TIMES』の延長線上な感じでいたが、制作中の新型コロナウイルス感染拡大による自粛により、「結果的にそういったことに食らってしまった作品みたいに見えちゃうかもしれない。」とPUNPEEが語っている。また、EP全体のミキシングに渡辺省二郎を起用している。

## ジャケット
CDジャケットのアートワークはフランスの漫画家、Stéphane Oiryが書き下ろしたイラストのものを採用した。アルバムのコンセプトを決める前からイラストは先にできていたという。ジャケットに亀が映っているが、実際にPUNPEEの実家で飼っているものである。

## ミュージック・ビデオ
2020年6月29日、収録曲の「夢追人」のミュージックビデオのミュージック・ビデオを翌日6月30日午後9時から自身のYouTube公式チャンネルでプレミア公開することが告知された。トラックリストに表記も無く、客演もアナウンスされていなかったが、ミュージック・ビデオの公開でKREVAが客演として参加している事が明らかとなった。ディレクターはTakuto Shimpo （SEP）が担当。

## 収録曲
| #  | タイトル                       | 作詞          | 作曲   | 編曲 | 時間 |
| -- | ------------------------------ | ------------- | ------ | ---- | ---- |
| 1. | 「The Sofakingdom VR」         | PUNPEE        | PUNPEE |      | 3:36 |
| 2. | 「GIZMO（Future Foundation）」 | PUNPEE        | PUNPEE |      | 3:30 |
| 3. | 「夢追人 feat. KREVA」         | PUNPEE, KREVA | Nottz  |      | 3:17 |
| 4. | 「Operation : Doomsday Love」  | PUNPEE        | PUNPEE |      | 4:48 |
| 5. | 「Wonder Wall feat. 5lack」    | PUNPEE, 5lack | PUNPEE |      | 3:35 |

## 収録曲解説
1曲目の「The Sofakingdom VR」の冒頭の英語のナレーションは、新型コロナウイルス関連の音声である。心情として残しておきたいとう本人の意思から収録された。
2曲目の「「GIZMO（Future Foundation）」はバーチャル・リアリティ（VR）をテーマとしている。タイトルのGIZMOは映画『グレムリン』に登場するギズモである。
3曲目の「夢追人 feat. KREVA」は、5lackにKREVAと共演するのは今がいいのではないかと言われ、PUNPEEからオファーをし客演が実現した。2003年にPUNPEEが初めてレギュラーで参加したイベントにKREVAも出演していて、そこで顔を合わせていたという。ビートはNottz提供のもので、「昔懐かしき感じ。」とPUNPEEがコメントしている。
4曲目の「Operation : Doomsday Love」はラブソングであり、歌詞は新型コロナウイルス感染拡大の前からできていたもの。状況が変わり歌詞の変更も考えたが、最終的には書き替えずそのまま使用した。
5曲目の「Wonder Wall feat. 5lack」は、オアシスの楽曲「ワンダーウォール」から来ているが、オアシスのものとは違い壁を表しているという。"Wonder Wall"はPSGの「いいんじゃない」のリリックにも登場している。実の兄弟である2人がお互いに対する想いを歌っている。

## チャート
| チャート（2020年）                                   | 最高 順位 |
| ---------------------------------------------------- | --------- |
| オリコン週間 デジタルアルバムランキング （オリコン） | 3         |